# Staffan Ahrenberg
Staffan Hjalmar Theodor Ahrenberg (geb. am 27. September 1957 in Stockholm) ist ein schwedischer Verleger und Filmproduzent. Er ist Inhaber des französischen Kunst- und Literaturverlages Cahiers d’Art und Kunstsammler.

## Leben und Karriere
Geboren als zweites Kind des Geschäftsmanns Theodor Ahrenberg (1912–89) und Ulla Ahrenberg (geb. Frisell), wuchs Ahrenberg in Stockholm und Chexbres, Schweiz, auf. Schon als Kind lernte er die moderne Kunst durch die umfangreiche Sammlung seines Vaters kennen. Zu der zwischen den späten vierziger und achtziger Jahren zusammengestellten Sammlung gehörten Werke von u. a. Pablo Picasso, Henri Matisse, Marc Chagall, Le Corbusier, Olle Bærtling, Sam Francis, Mark Tobey und Lucio Fontana. Zu den wichtigsten Exponaten der Sammlung zählten u. a. die zwei Versionen von Matisse’ Apollo (1953), Picassos Femme nue au fauteuil à bascule (1956) und Chagalls Les mariés sous le baldaquin (1949). 1962 zog die Ahrenberg-Familie nach Chexbres; dort wurde bis 1977 ein Atelier für die Familie besuchende Künstler wie u. a. Christo, Tadeusz Kantor, Enrico Baj, Jean Tinguely und Niki de Saint Phalle eingerichtet.

1975 lernte Ahrenberg den Produzenten von Superman (1978, Darst. Marlon Brando) Alexander Salkind (1921–97) kennen. Bei Salkind absolvierte Ahrenberg eine dreijährige Ausbildung, bevor er nach Los Angeles zog, um seine eigene Karriere als Produzent zu starten. Zu Ahrenbergs Filmen zählen u. a. Vernetzt – Johnny Mnemonic (1995, Reg. Robert Longo, Darst. Keanu Reeves), Total Eclipse – Die Affäre von Rimbaud und Verlaine (1995, Reg. Agnieszka Holland, Darst. Leonardo DiCaprio), Der stille Amerikaner (2002, Reg. Phillip Noyce, Darst. Michael Caine) und Summer Love (2006, Reg. Piotr Uklański, Darst. Bogusław Linda).

2011 erwarb Ahrenberg den Verlag Cahiers d’Art, der 1926 von Kunsthistoriker und Verleger Christian Zervos (1889–1970) gegründet worden war. Cahiers d’Art hat seinen Sitz in der Rue du Dragon 14, Paris, und betreibt zusätzlich eine Galerie und gibt eine Zeitschrift gleichen Namens heraus. Am 18. Oktober 2012 veröffentlichte Ahrenberg die erste Ausgabe der Zeitschrift seit 1960. Diese Ausgabe widmet sich Ellsworth Kelly, Mitherausgeber waren Hans Ulrich Obrist und Sam Keller. Spätere Ausgaben widmen sich wichtigen lebenden Künstlern wie u. a. Rosemarie Trockel, Hiroshi Sugimoto und Gabriel Orozco. Zu den von Ahrenberg verlegten Cahiers d’Art Büchern gehören Calder by Matter (2012), Ellsworth Kelly: Catalogue Raisonné of Paintings, Reliefs, and Sculpture. Vol. 1, 1940–1953 (2015), Thomas Schütte: Watercolors for Robert Walser and Donald Young, 2011–2012 (2016), sowie das neu herausgegebene, 33-bändige Werkverzeichnis Pablo Picasso par Christian Zervos („Le Zervos“), das ursprünglich zwischen 1932 und 1978 erschienen ist.

Darüber hinaus ist Ahrenberg als Ausstellungskoordinator tätig z. B. „Hiroshi Sugimoto“ (2014) und „Miró“ (2018) in der Galerie Cahiers d’Art, „Le Corbusier. The Secrets of Creativity: Between Painting and Architecture“ (2012) im Puschkin-Museum, Moskau, und „Moment – Le Corbusier’s Secret Laboratory“ (2013) im Moderna Museet, Stockholm.

## Kunstsammlung
Seit 1977 sammelt Ahrenberg moderne und zeitgenössische Kunst. Seine ersten Akquisen waren geometrische Werke von z. B. Auguste Herbin und Josef Albers. Die aktuelle Sammlung enthält Exponate von unter vielen anderen Pablo Picasso, Henri Matisse, Wassily Kandinsky, Le Corbusier, Richard Serra, Robert Longo, Wolfgang Tillmans, Cildo Meireles, Jenny Holzer, Martin Kippenberger und Adrián Villar Rojas.

## Filmografie
- 1988: Reise zurück in der Zeit (Produzent)[14]
- 1989: Lobster Man from Mars (Exekutivproduzent)
- 1991: Zandalee – Das sechste Gebot (Exekutivproduzent)
- 1992: Obsession (Exekutivproduzent)
- 1992: Jersey Girl (Produzent)
- 1995: Total Eclipse – Die Affäre von Rimbaud und Verlaine, 1995 (Produzent)
- 1995: Vernetzt – Johnny Mnemonic (Exekutivproduzent)
- 1997: 9½ Wochen in Paris (Produzent)
- 2006: Summer Love (Produzent)
- 2002: Der stille Amerikaner (Produzent)
- 2017: Konstsamlaren och katastrofen (Darsteller)

## Publikationen
- Le Corbusier’s Secret Laboratory. From Painting to Architecture, Hatje Cantz, Ostfildern, 2013 (Mitherausgeber und Beitrag)
- Cahiers d’Art. Picasso In the Studio, Sonderausgabe 2015 (Interview mit Robert Longo)
- Living with Picasso, Matisse and Christo: Theodor Ahrenberg and His Collections, Thames & Hudson, London, 2018 (Beitrag)
- Ett liv med Matisse, Picasso och Christo – Theodor Ahrenberg och hans samlingar, Arvinius + Orfeus Publishing, Stockholm, 2018 (Beitrag)
- Cahiers d’Art. Miró, September 2018 (Interview mit Miquel Barceló)